# Oakley, Kalifornien
Oakley är en stad (city) i Contra Costa County, i delstaten Kalifornien, USA. Enligt United States Census Bureau har staden en folkmängd på 36 014 invånare (2011) och en landarea på 41,1 km².